# Blinja
Blinja falu Horvátországban, Sziszek-Monoszló megyében. Közigazgatásilag Petrinyához tartozik.

## Fekvése
Sziszek városától légvonalban 14, közúton 21 km-re délre, községközpontjától 13 km-re délkeletre a Báni végvidék középső részén, a 30-as számú főút mentén, Bijelnik és Moštanica között, az azonos nevű patak mentén fekszik.

## Története
Ősi nemesi település, melynek nemeseit „nobiles de Blina” néven már 1228-ban említik. Valószínűleg már ekkor állt Szent György tiszteletére szentelt plébániatemploma, melyet 1334-ben említ Ivan goricai főesperes „Item ecclesia sancti Georgii de Blina” formában. Ezt erősíti a zágrábi érsekség sematizmusa, melynek 83. oldalán az áll, hogy a blinai egyház már 1282-ben fennállt. Neve 1256-ban személynévben fordul elő „de Blyna” alakban, majd 1261-ben újra „Blyna” néven szerepel. 1278-ban „terra nobilius de Blyna” alakban említik Blina nemeseinek földjét. Itt állt Blina nemesi vára, melynek építésére 1345-ben kapott királyi engedélyt az itt birtokos Töttös család és amelyet 1430-ban „Bllina castrum” néven említenek. Rajta kívül a Lonja-patak torkolatánál még egy vár is állt, melynek neve „Rasohatecz” az azonos pataknévben maradt fenn. 1415-ben itteni birtokosként említik Bátmonostori Töttös (Tutus) Lászlót, aki a törökkel vívott harcban tűnt el.
A birtok a két várral ezután is a család birtokában maradt. A várak a 15. század közepén, valószínűleg a családnak a Zrínyiekkel való viszálya során elpusztultak. Ma már csak a Kakasvárnak is nevezett blinai vár romjai állnak a falu felett a Gradina nevű magaslaton. A település 1468-ig a Töttös családé, majd 1485-ben Vuk Branikovics kapja, ezután 1515-ig özvegye Frangepán Borbála birtokolja, majd Beriszló Ferencé lett. Beriszló a közelgő török veszély hatására a falu mellett a Kostajnicát Petrinyával összekötő út mellé egy újabb várat építtetett, melyet a korabeli források „Wywar” azaz Újvár néven említenek. 1517-ben Beriszló halála után özvegyéé, majd Keglevich Péteré lett. A 16. század folyamán még többször javították. A vár további sorsa nem ismert, 1579 után már nem említik, valószínűleg a török háborúkban pusztult el. Lehet, hogy több környékbeli várhoz hasonlóan a keresztény erők rombolták le, nehogy a török befészkelje magát. Mára nyoma sem maradt. A település a több mint száz évnyi török uralom alatt pusztaság volt.
Blinja vidékét a 16. század második felében foglalta el a török.1683 és 1699 között a felszabadító harcokban a keresztény seregek kiűzték a térségből a törököt és a török határ az Una folyóhoz került vissza. 1697 körül a Turopolje, a Szávamente, a Kulpamente vidékéről és a Banovina más részeiről előbb horvát katolikus, majd a 18. században több hullámban Közép-Boszniából, főként a Kozara-hegység területéről és a Sana-medencéből pravoszláv szerb családok települtek le itt. Az újonnan érkezettek szabadságjogokat kaptak, de ennek fejében határőr szolgálattal tartoztak. El kellett látniuk a várak, őrhelyek őrzését és részt kellett venniük a hadjáratokban. 1696-ban a szábor a bánt tette meg a Kulpa és az Una közötti határvédő erők parancsnokává, melyet hosszas huzavona után 1704-ben a bécsi udvar is elfogadott. Ezzel létrejött a Báni végvidék (horvátul Banovina), mely katonai határőrvidék része lett. 1745-ben megalakult a Petrinya központú második báni ezred, melynek fennhatósága alá ez a vidék is tartozott. 1773-ban az első katonai felmérés térképén „Dorf Blinija” alakban szerepel.
A katonai határőrvidék megszűnése után Zágráb vármegye Petrinyai járásának része volt. 1857-ben 305, 1910-ben 510 lakosa volt. A 20. század első éveiben a kilátástalan gazdasági helyzet miatt sokan vándoroltak ki a tengerentúlra. 1918-ban az új szerb-horvát-szlovén állam, majd később Jugoszlávia része lett. A második világháború idején a Független Horvát Állam része volt. A háború után a béke időszaka köszöntött a településre. Enyhült a szegénység és sok ember talált munkát a közeli városokban. A délszláv háború előestéjén csaknem teljes lakossága szerb nemzetiségű volt. A falu 1991. június 25-én a független Horvátország része lett, de szerb lakossága a Krajinai Szerb Köztársasághoz csatlakozott. A falut 1995. augusztus 6-án a Vihar hadművelettel foglalta vissza a horvát hadsereg. A szerb lakosság többsége elmenekült. 2011-ben 78 lakosa volt.

## Népesség
| Lakosság változása | Lakosság változása | Lakosság változása | Lakosság változása | Lakosság változása | Lakosság változása | Lakosság változása | Lakosság változása | Lakosság változása | Lakosság változása | Lakosság változása | Lakosság változása | Lakosság változása | Lakosság változása | Lakosság változása | Lakosság változása |
| ------------------ | ------------------ | ------------------ | ------------------ | ------------------ | ------------------ | ------------------ | ------------------ | ------------------ | ------------------ | ------------------ | ------------------ | ------------------ | ------------------ | ------------------ | ------------------ |
| 1857               | 1869               | 1880               | 1890               | 1900               | 1910               | 1921               | 1931               | 1948               | 1953               | 1961               | 1971               | 1981               | 1991               | 2001               | 2011               |
| 305                | 363                | 366                | 454                | 476                | 510                | 499                | 477                | 366                | 354                | 352                | 313                | 262                | 210                | 74                 | 78                 |

## Nevezetességei
- Szent Illés próféta tiszteletére szentelt pravoszláv parochiális temploma[5] a Petrinyáról Kostajnicára menő út mellett áll. helyén a pravoszláv lakosság betelepülése után még fatemplom állt. A parókiát 1777-ben alapították, anyakönyveit 1770 óta vezetik. A fatemplomot 1809-ben lebontották és helyére a Keglevich grófok anyagi támogatásával felépítették a ma is látható barokk-klasszicista templomot. A templom szerencsésen átvészelte a II. világháborút és a délszláv háborút is. A II. világháború idején a megszálló olasz katonaság lóistállónak és raktárnak használta, harangját a helyiek még időben elásták. Berendezése, liturgikus tárgyai jórészt megsemmisültek. Egyhajós épület, homlokzata felett zömök harangtoronnyal. A tornyok és az oldalfalakat félköríves ablakok tagolják. A bejárat felett kis körablak látható.
- A falu középkori katolikus plébániatemplomát Szent György tiszteletére szentelték. 1334-ben Ivan gorai főesperes említi először. 1501-ben plébániatemplomként említik. A 16. század második felében a török hódítás során semmisült meg. A 17. század végén a visszatérő katolikus horvátok fatemplomot építettek helyette, melyet ugyancsak Szent György tiszteletére szenteltek. A 18. század folyamán a betelepülő pravoszlávok kerültek többségbe a faluban, a fatemplom pedig idővel tönkrement.
- Blinja 15. századi várának maradványai a falutól délnyugatra emelkedő Gradina nevű magaslaton találhatók. A romok a teljes hegytetőt, melyek mély árkok osztanak öt részre elfoglalják. A hegy legmagasabb pontján egy tíz méteres átmérőjű tornyot találunk, melyet védőfal övezett. Ettől keletre egy másik, téglalap alakú tömb maradványai találhatók, majd keletebbre egy újabb, háromszög alakú várrész maradványa látszik. A toronytól nyugatra is van egy trapéz alakú várrész, kifelé egy félköríves sánccal. Valószínűleg itt volt a vár bejárata.
- A falu 16. századi vára, melyet Újvárnak neveztek a Petrinyáról Kostajnicára menő út közelében állt. Pontos helyét még nem azonosították be.